# Crêpe bretonne
Pour les articles homonymes, voir Crêpe (homonymie) et Breton (homonymie).
La crêpe bretonne est une spécialité culinaire traditionnelle emblématique de la cuisine bretonne (étendue à la cuisine française) originaire de Basse-Bretagne, à base de froment (salée ou sucrée) ou de sarrasin et froment (salée, typique de Basse-Bretagne) déclinées sous de nombreuses variantes de garnissage (variante des galette de sarrasin et galette de sarrasin de Haute-Bretagne).

## Histoire
La culture du sarrasin (blé noir) se développe en Bretagne à partir du XVIe siècle, mais il serait arrivé dans la région avec les croisades du XIIe siècle,,.

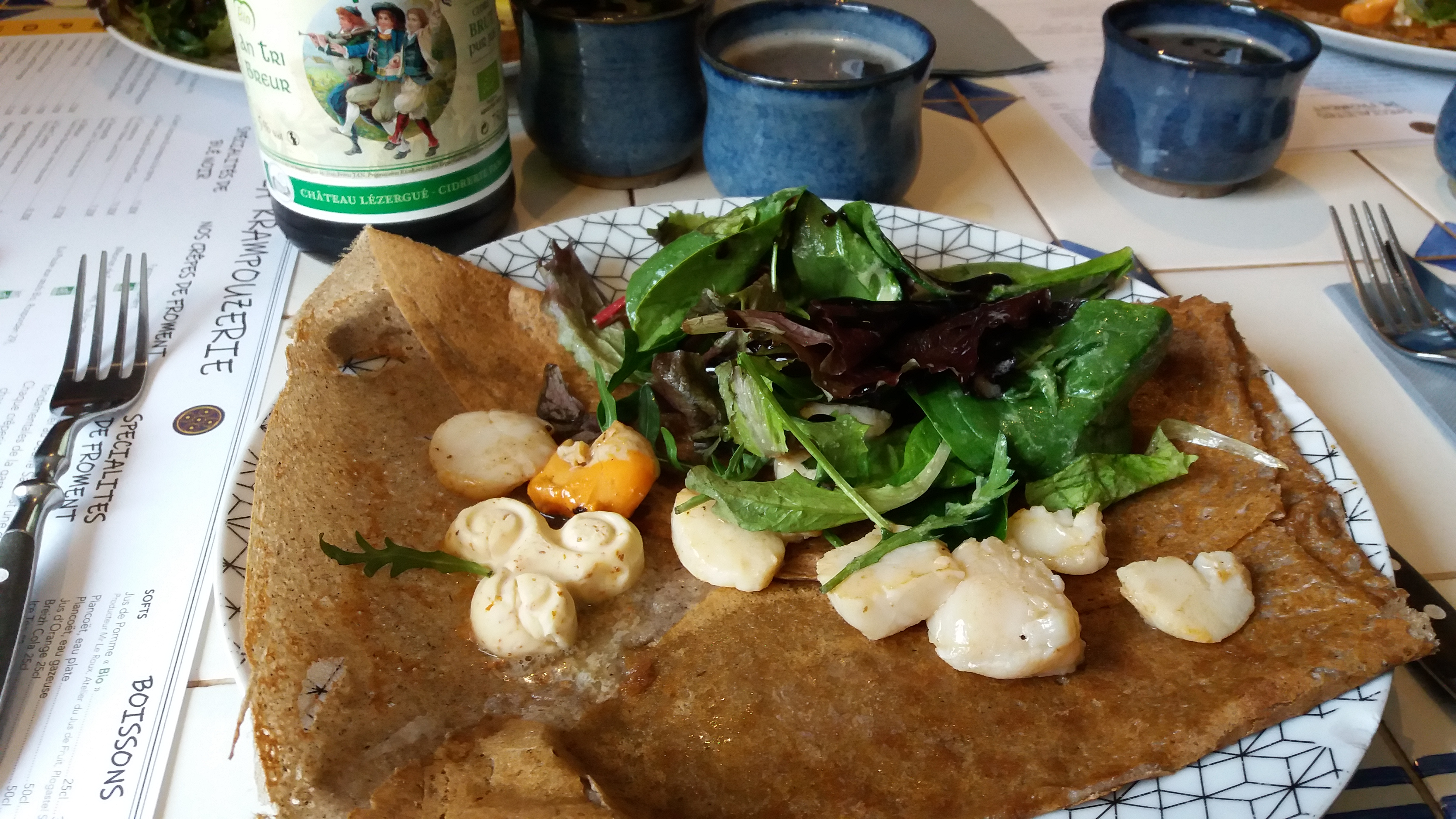
Crêpe de Saint-Jacques, beurre d'oursin et salade verte.
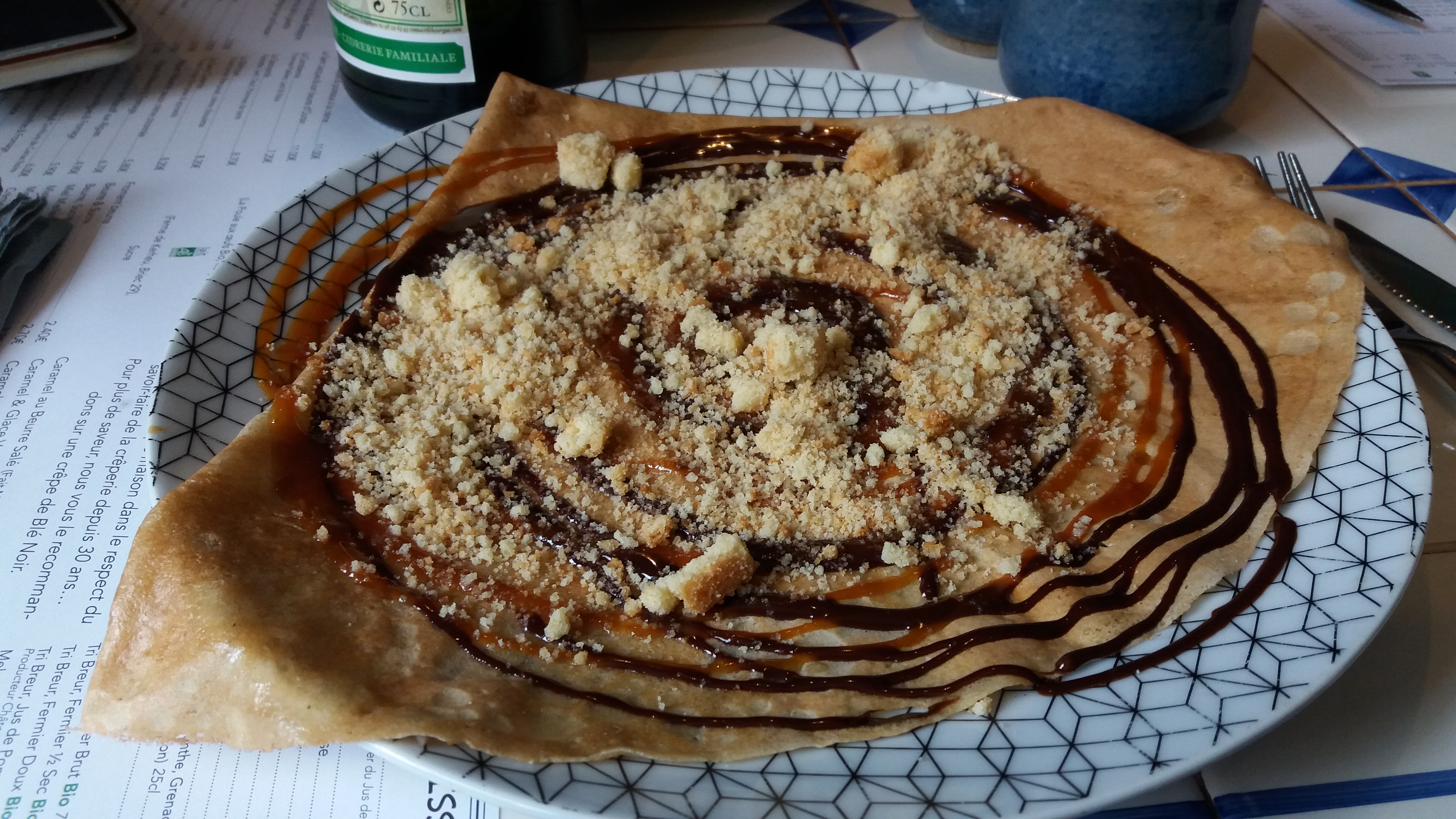
Chocolat, caramel au beurre salé, et brisure de palets bretons.

La farine de sarrasin (blé noir) (du kig ha farz et du pain de sarrasin) est attestée dans la cuisine bretonne du XVe siècle, et la galette de sarrasin (Haute-Bretagne) au XVIe siècle. La galette se mange à la main ou trempée dans la soupe pour l'épaissir. La pâte de sarrasin sert aussi à la préparation de bouillies. « La partie de la Bretagne où l'on parle breton, vit de galettes de farine de blé noir » écrit Stendhal dans ses Mémoires d'un touriste de 1838. La version sucrée au froment apparaît à la fin du XIXe siècle, grâce à la baisse du prix de la farine de froment. Du fait de l'émigration de nombreux Bretons au milieu du XXe siècle, des crêperies bretonnes sont créées en France, notamment à Paris, dans le quartier du Montparnasse, et dans de nombreux pays du monde.

## Préparation

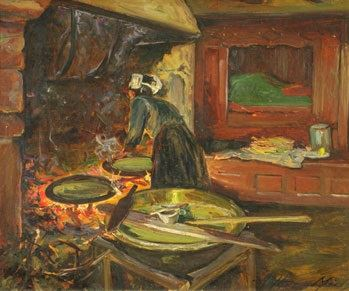
La crêpière, par Arthur Midy, vers 1944.

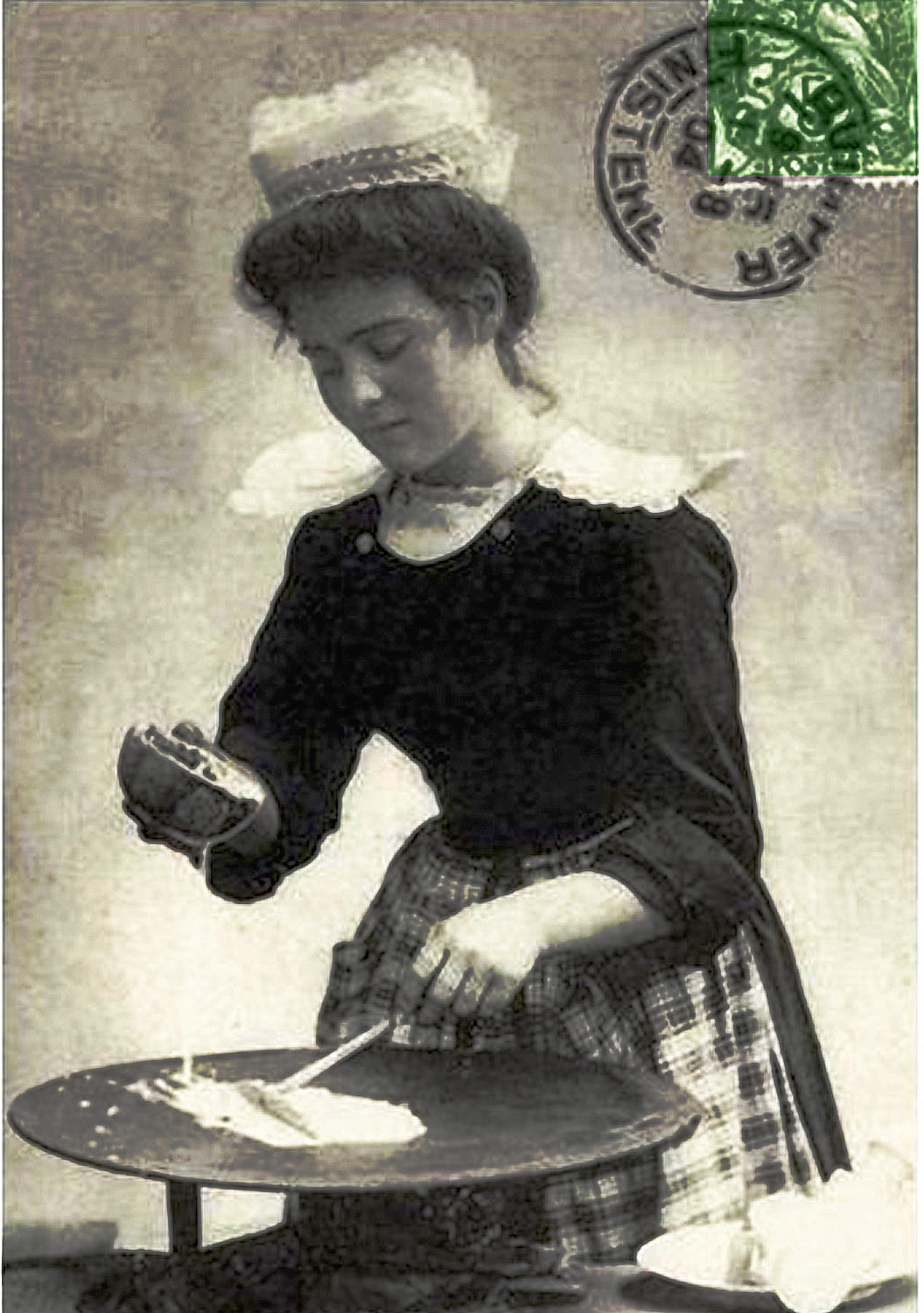
Galettière bretonne et billig et rozell des années 1900.

La pâte à crêpe est traditionnellement cuite sur une crêpière bretonne spécifique (ou une poêle) appelée bilig en breton, nommé galetière en Haute-Bretagne, galettoire, ou encore tuile. La pâte y est étalée en disque à l'aide d'une sorte de petit râteau nommé entre-autres rozell, rouable ou raclette.

## Les crêpes et la galette, trois cousines
Ce que les bretonnants de Basse-Bretagne appellent krampouezhenn (pluriel : krampouezh) désigne indifféremment une préparation salée au sarrasin ou sucrée au froment.

### Deux crêpes: une sucrée et une salée
Il existe deux types de crêpes traditionnelles en Basse-Bretagne, :
- crêpes à la farine de froment (en breton : krampouezh gwinizh ou krampouezh dous) avec des œufs, de sucre et de lait, éventuellement parfumée (zestes d'orange, alcool, etc.) ; elle se mange généralement sucrée ;
- crêpes à la farine de sarrasin (blé noir) (en breton : krampouezh ed-du ou krazmpouezh gwiniz-du) coupée avec un maximum de 30 % de farine de froment, du sel et de l'eau, éventuellement un peu de lait ou des œufs ; elle se mange usuellement salée mais peut se marier avec certains produits sucrés.

### La galette

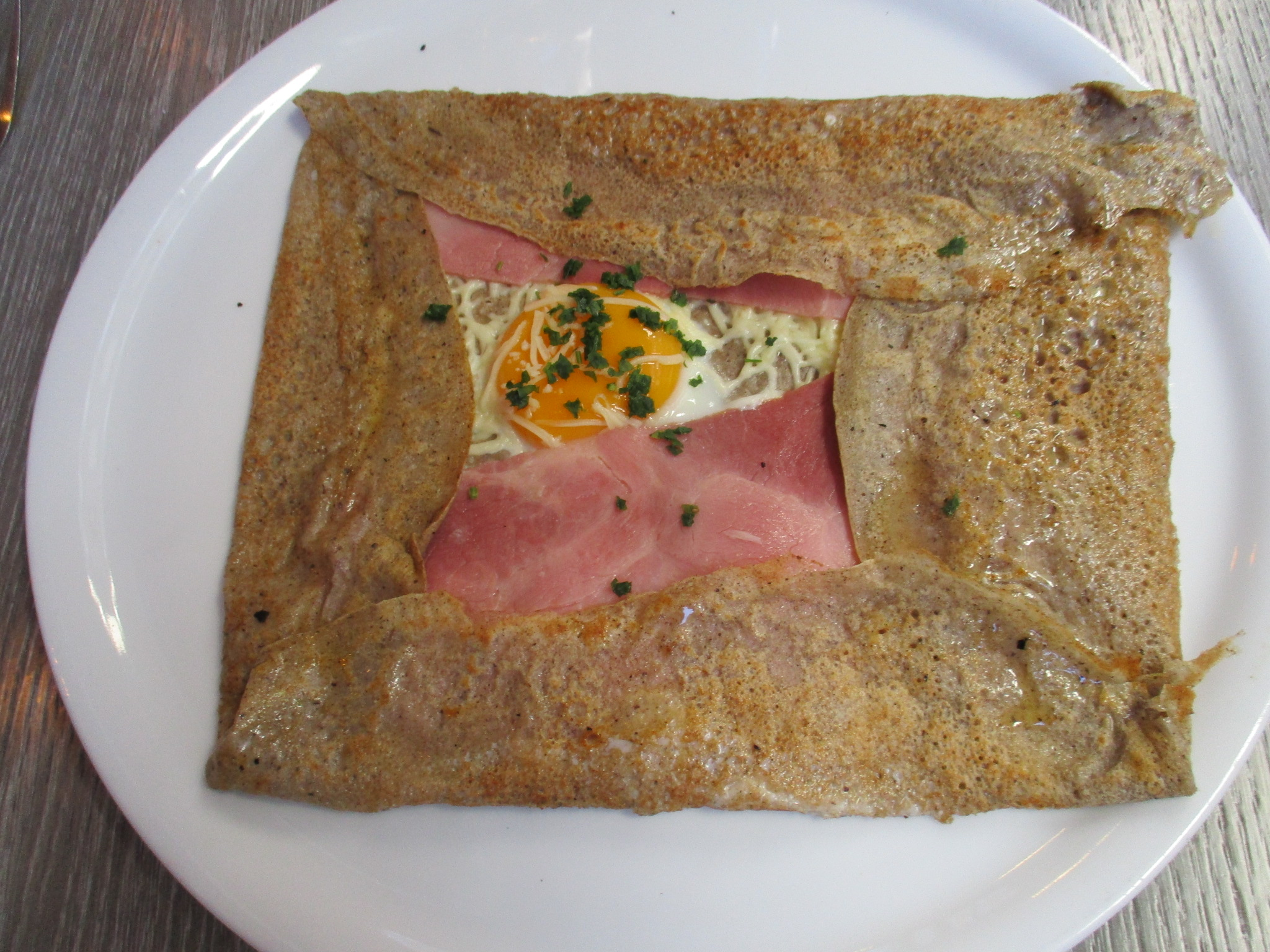
Galette de sarrasin (Haute-Bretagne) (galette complète, jambon, fromage râpé, œuf).

Une « galette » désigne traditionnellement une galette de sarrasin (blé noir) salée en pays gallo de Haute-Bretagne ; elle désigne également un biscuit sablé au beurre sucré en Basse-Bretagne,. 
La galette de sarrasin de Haute-Bretagne est préparée à base de farine de sarrasin, d'eau et de sel (sans œuf, ni sucre, ni lait). Elle est épaisse, molle après cuisson et présente des trous à sa surface. Elle entre notamment dans la composition de la galette-saucisse. La crêpe de sarrasin basse-bretonne est faite avec de l'eau et est visuellement plus fine, cassante juste après cuisson et d'une surface lisse, sans trous (bien que des restaurateurs puissent proposer des galettes sucrés, de blé noir ou de froment, selon des recettes spéciales,).

## Consommation

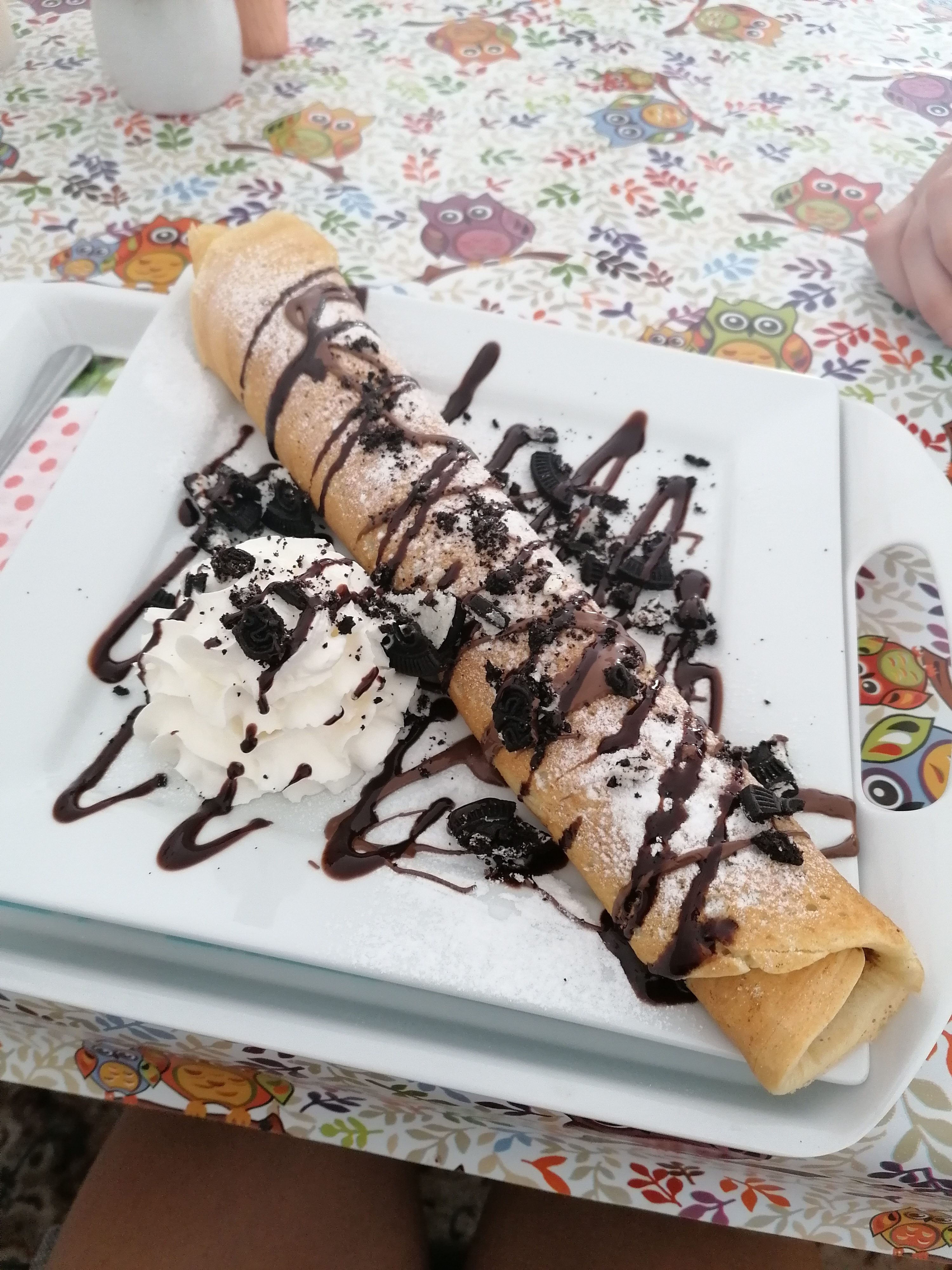
Crêpe bretonne au chocolat et crème chantilly.

Il est courant de manger les crêpes à table, mais elles étaient souvent consommées autrefois à la main.
Les crêpes bretonnes se déclinent sous de nombreuses variantes de garnissages salés ou sucrées (pomme de terre, oignon, champignons, fromages, viandes, saucisse, jambon, lardon, andouille de Guémené, poisson, Saint-Jacques, œuf...) avec en particulier la « crêpe complète » (jambon, fromage râpé, et œuf miroir ou brouillé). Quant aux crêpes sucrées, elles sont consommées chaudes avec divers accompagnements ou froides, au petit déjeuner, au goûter ou comme en-cas. Une noix de beurre salé est traditionnellement ajoutée sur les crêpes bretonnes sucrées ou salées au moment de les servir, pour améliorer leur gout et présentation. 
Les crêpes bretonnes sont traditionnellement consommées avec du cidre breton, boisson produite abondamment en Bretagne. 
Elles sont parfois trempée dans, ou arrosées de lait ribot.

## La crêpe dentelle
Une crêpe dentelle est une crêpe bretonne très fine, roulée sur elle-même et croustillante.

## Label qualité
Un label de qualité « crêperies gourmandes » est attribué depuis 2006 à des crêperies de Bretagne respectant une certaine démarche qualité, par le Comité régional du tourisme de Bretagne et développé par la Fédération régionale des pays touristiques de Bretagne. 